# Trehaloza
Trehaloza (mikoza, tremaloza) je prirodni alfa vezani disaharid formiran putem α,α-1,1-glukozidne veze između dve α-glukozne jedinice.
H.A.L. Vigers je otkrio trehalozu 1832 u ergotu raži. Marcelin Bertelot ju je izolovao 1859. iz trehala manna, supstance koju formiraju insekti iz porodice Curculionoidea, i imenovao je trehaloza. Ovaj šećer mogu da sintetišu bakterije, plesni, biljke i beskičmenjaci. Ona je jedan od činilaca anhidrobioze — sposobnosti biljaka i životinja da podnesu duže periode desikacije. Ona ima visoku sposobnost retenzije vode, te se koristi u hrani i kozmetici. Smatra se da ovaj šećer formira gel kao ćelijski dehidrat koji sprečava oštećenja ćelijskih organela. Ponovna hidratacija zatim omogućava obnavljanje normalne ćelijske aktivnosti. Trehaloza je isto tako antioksidans.
Ekstrakcija trehaloze je ranije bila komplikovan i skup proces. Nedavno je kompanija Hajajibara (Okajama, Japan) razvila ekonomičnu tehnologiju ekstrakcije iz skroba. Trehaloza ima širok spektar primena.